# Applegate-Fairbairn-Kampfmesser
Das Applegate-Fairbairn-Kampfmesser (kurz: A-F-Messer) ist ein von Rex Applegate (1914–1998) und William E. Fairbairn zur Zeit des Zweiten Weltkrieges entworfenes Kampfmesser. Es wurden jedoch nur einige Prototypen angefertigt. Erst ab den 1980ern wird das Messer von mehreren Herstellern produziert. Die Version des A-F-Messer von Böker wird von den Spezialeinheiten (KSK, Fernspählehrkompanie 200, Kampfschwimmer) der Bundeswehr sowie den Spezialeinsatzkommandos der deutschen Polizei verwendet.

## Entstehungsgeschichte
Der Brite Fairbairn, der bereits das Fairbairn-Sykes-Kampfmesser entwickelt hatte, traf Ende 1942 im amerikanischen Office of Strategic Services auf den jüngeren Applegate. Unter Anleitung des erfahrenen Fairbairn wurde sein Schüler Applegate ein Experte für den Nahkampf. Die beiden analysierten die Erfahrungen mit dem F-S-Messer, erkannten Verbesserungsbedarf und entwickelten das Applegate-Fairbairn-Kampfmesser. Sie nahmen dabei einige Anleihen beim finnischen Messer Puukko.
Im Gegensatz zum F-S-Dolch hat es eine breitere Klingenform. Die in der Regel auf 15 cm gekürzte Klinge wurde so stabiler. Das A-F-Messer bleibt aber ein für den Stich ausgelegter Dolch. Der Griff ist nicht mehr schmal und rund wie beim F-S-Messer, sondern ovaler, breiter und ergonomischer. Somit lässt sich die Klingenstellung auch bei Dunkelheit erkennen. Auch der Knebel bzw. Handschutz wurde überarbeitet und zur Klinge hin gebogen, so dass sich der Daumen besser darauf abstützen kann.
Applegate wandte sich mit seinem Design zuerst an Randall Made Knives. Bo Randall fertigte eine Handvoll Prototypen auf der Grundlage seines „Model 2 Dagger“ an und schickte sie zum Feldtest an Soldaten. Sie erwiesen sich bei den Truppen als nicht beliebt und Randall lehnte es ab, das Messer über die ursprünglichen Prototypen hinaus zu produzieren. Das Kriegsende bedeutete auch das vorläufige Aus für das A-F-Messer; Entwürfe und Prototypen behielt Applegate.
Erst 1980 kam Applegate mit seinen alten Entwürfen zu dem Messermacher T. J. Yancey und die beiden machten weitere Veränderungen. Der Flacherl ging fast durch den ganzen Griff. Die Griffschalen bestanden aus Polycarbonat und hatten Längsrillen am Griffkörper und Querrillen bei der Daumen- und Zeigefingerauflage zur Erhöhung der Rutschfestigkeit. In den abschraubbaren Griffschalen befanden sich herausnehmbare Gewichte aus Blei. Damit konnte der Benutzer das Messer nach seinen persönlichen Vorlieben ausbalancieren. Die in kleinen Stückzahlen produzierten Messer waren allerdings sehr teuer.
Applegate brachte das Design zum Custom-Messermacher Bill Harsey Jr., der mehrere Prototypen für Al Mar Knives herstellte. 1995 entwarf Harsey mit dem Applegate-Fairbairn-Combat-Folder (auch als Gerber Applegate-Fairbairn-Covert bezeichnet) eine Einhandmesser-Version für Gerber Legendary Blades, die 1996 die Auszeichnung „American Made Knife of the Year“ der International Blade Show gewann. Die Messerreihe unter Verwendung des Namens Fairbairn setzte sich mit dem Gerber Applegate-Fairbairn-Automatic-Covert (auch Gerber Covert Auto) fort, das optisch allerdings gar nichts mehr mit dem von den Namensgebern entworfenen Dolch zu tun hat. Außerdem produzierte Gerber eine qualitativ schlechte Taschenmesserversion mit Namen Gerber Applegate-Fairbairn Covert F.A.S.T., welches dem ursprünglichen Dolch noch weniger ähnelt. Von allen dreien wurde auch eine Mini-Version produziert.

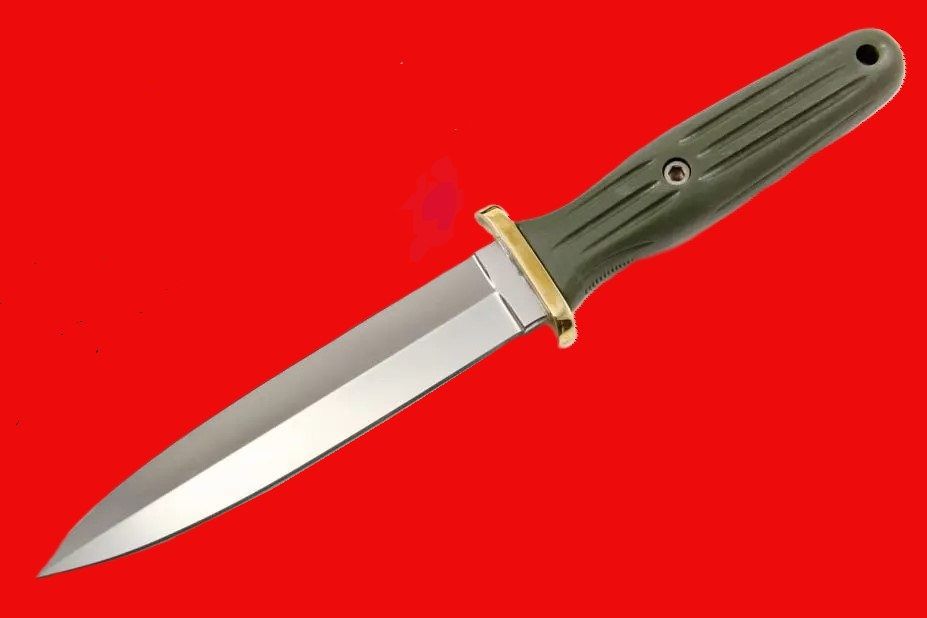
Ein altes Modell eines Applegate-Fairbairn-Daggers, die Parierstange ist gerader als bei den derzeitigen Modellen.

Applegate war langfristig mit der von Al Mar Knives gelieferten Qualität nicht zufrieden, kündigte die Lizenzverträge kooperierte mit dem deutschen Unternehmen Böker. Der Dolch in der Version von Böker hat als Klingenmaterial 440C Stahl. Für die Balancegewichte verwendet Böker Edelstahl, als Griffmaterial Delrin. Die heutigen Messerhüllen sind im Gegensatz zu den früheren, welche aus Leder bestanden, aus Kunststoff, alternativ gibt es Lederscheiden mit Druckknopfverschluss zu kaufen.
A-F-Messer mit Griffschalen sind mithilfe von Werkzeug in ihre Einzelteile zerlegbar. Neben den feststehenden Dolchen existiert noch der Applegate-Fairbairn Combat Folder, produziert von Gerber in Anlehnung an Applegates Entwürfe. Auch existieren Versionen des Applegate-Fairbairn-Dolches mit kürzerer Klinge, kleinerer Abmessung und / oder breiterer Klinge, um die Schneidleistung zu erhöhen, wie beim Applegate-Fairbairn 4.5 und 5.5. entworfen von Bill Harsey. Weiter existieren Modelle mit Sägezahnung im unteren Klingenbereich. Die Klinge des Applegate-Fairbairn Boot von Böker ist nur auf einer Seite beidseitig angeschrägt, und auf der anderen glatt. Mit dem Applegate-Fairbairn Mini-Smatchet existiert eine Variante, deren Klinge einer kleinen Version des Smatchet ähnelt.